# Rupeljevo
Rupeljevo (en serbe cyrillique : Рупељево) est un village de Serbie situé dans la municipalité de Požega, district de Zlatibor. Au recensement de 2011, il comptait 368 habitants.
Rupeljevo est situé sur les bords de la Đetinja, un affluent de la Zapadna Morava.

## Démographie
| 1948 | 1953 | 1961 | 1971 | 1981 | 1991 | 2002 | 2011 |
| ---- | ---- | ---- | ---- | ---- | ---- | ---- | ---- |
| 943  | 975  | 866  | 727  | 580  | 484  | 451  | 368  |

|  |